# Pawel Eduardowitsch Schabalin

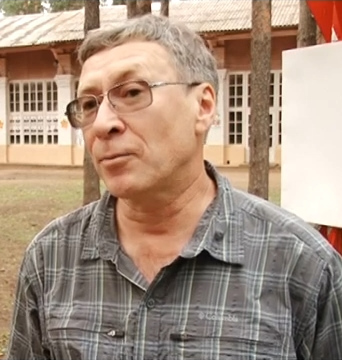
Pawel Schabalin (Juli 2015)

Pawel Eduardowitsch Schabalin (russisch Павел Эдуардович Шабалин; * 20. Januar 1961 in Kirow) ist ein russischer Bergsteiger.
Schabalin ist vor allem durch seine zum Teil spektakulären Routen am Ak-su (5217 Meter) und weiterer Gipfel im Pamir bekannt. Er ist mehrfacher russischer Meister im Klettern im klassischen Stil.
2004 eröffnete er zusammen mit Ilja Tuchwatullin und Andrej Mariew eine neue Route an der Nordwand des Mount Everest, die als Direttissima angesehen werden kann. 2007 war er Mitglied der russischen Westwand-Expedition zum K2, die erstmals die Direttissima an dieser Flanke bestieg. Im gleichen Jahr beging er mit Ilja Tuchwatullin erstmals die Nordwand des Khan Tengri im Alpinstil.